# Pseudotrogulus telluris
Pseudotrogulus telluris is een hooiwagen uit de familie Gonyleptidae.